# Selaginella arenaria
Selaginella arenaria là một loài dương xỉ trong họ Selaginellaceae. Loài này được Baker mô tả khoa học đầu tiên năm 1883.